# Martin Škrtel
Martin Škrtel (Handlová, 15 de dezembro de 1984) é um ex-futebolista eslovaco que atuava como zagueiro, atualmente é diretor esportivo do Spartak Trnava de Eslováquia. 

## Carreira
Em janeiro de 2008 transferiu-se do Zenit ao Liverpool. Um dos grandes momentos da carreira de Martin foi marcar um dos gols do empate na final da Copa da Liga Inglesa de 2011–12, ajudando os Reds a conquistarem um título depois de seis anos.
Após oito anos no clube inglês, foi contratado pelo Fenerbahçe no dia 14 de julho de 2016.

## Seleção Nacional
Estreou pela Seleção Eslovaca principal no dia 11 de julho de 2004, em um amistoso contra Sérvia e Montenegro. Participou da Copa do Mundo FIFA de 2010 e, já como capitão, da Euro 2016.
Gols marcados pela seleção
| #    | Data                   | Local                                | Adversário       | Placar | Resultado | Competição                             |
| Gols | Data                   | Local                                | Adversário       | Placar | Resultado | Competição                             |
| ---- | ---------------------- | ------------------------------------ | ---------------- | ------ | --------- | -------------------------------------- |
| 1.   | 2 de setembro de 2006  | Tehelné pole, Bratislava, Eslováquia | Chipre           | 1-0    | 6-1       | Qualificações para EURO 2008           |
| 2.   | 7 de fevereiro de 2007 | Jerez de la Frontera, Cádiz, Espanha | Polónia          | 2-0    | 2-2       | Amistoso                               |
| 3.   | 24 de março de 2007    | Estádio GSP, Nicósia, Chipre         | Chipre           | 1-2    | 1-3       | Qualificações para EURO 2008           |
| 4.   | 13 de outubro de 2007  | Mestský Stadion, Dubnica, Eslováquia | San Marino       | 4-0    | 7-0       | Qualificações para EURO 2008           |
| 5.   | 6 de setembro de 2008  | Tehelné pole, Bratislava, Eslováquia | Irlanda do Norte | 1-0    | 2-1       | Eliminatórias da Copa do Mundo de 2010 |

## Títulos
Zenit
- Campeonato Russo: 2007
- Copa da UEFA: 2007–08

Liverpool
- Copa da Liga Inglesa: 2011–12

İstanbul Başakşehir
- Campeonato Turco: 2019–20